# Aa maderoi
Aa maderoi је врста из рода орхидеја Aa из породице Orchidaceae.